# Edward Seymour, 1:e earl av Hertford

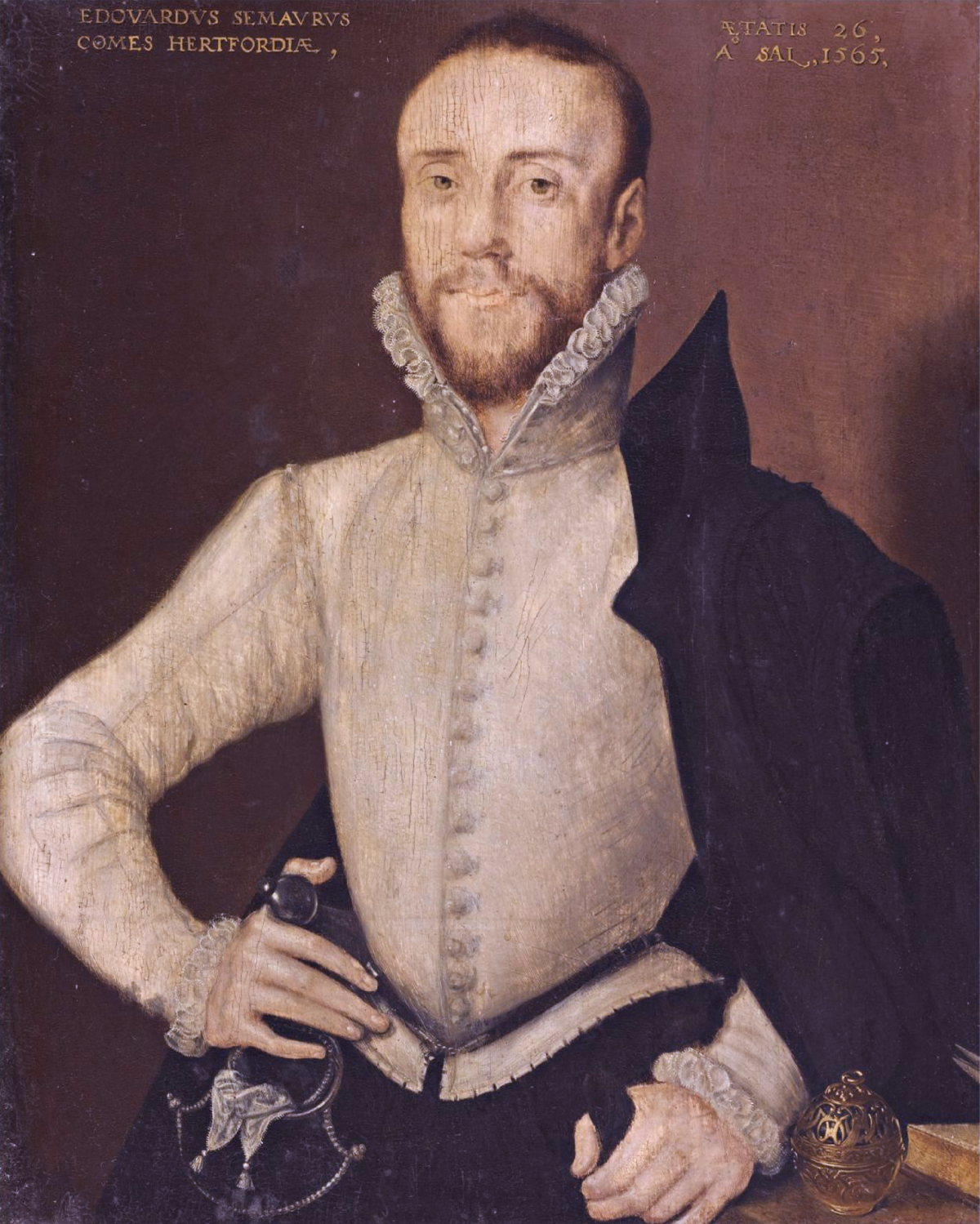
Edward Seymour, 1:e earl av Hertford.

Edward Seymour, 1:e earl av Hertford, född den 22 maj 1539, död den 6 april 1621, var en engelsk earl, son till Edward Seymour, 1:e hertig av Somerset och Anne Stanhope.
Hertford uppfostrades tillsammans med sin kusin prins Edvard och fick efter dennes tronbestigning 1547 (när fadern blev hertig av Somerset) artighetstiteln earl av Hertford. I samband med faderns avrättning miste han 1552 både titel och arvegods, men återfick dem av drottning Elisabet 1559. 
Hertford ingick 1560 hemligt äktenskap med lady Catherine Grey, vilken som dotterdotters dotter till Henrik VII var tronföljdsberättigad närmast efter Elisabet och Maria Stuart. Då drottning Elisabet fick kännedom om äktenskapet, lät hon insätta de unga tu i Towern (1561) och förklara deras äktenskap ogiltigt.
Fullständigt frigiven blev Seymour först efter hustruns död 1568, och han levde sedan i tillbakadragenhet till Jakob I:s tronbestigning, då han erhöll en hovcharge och 1605 sändes som ambassadör till Bryssel. 
Hans son Edward Seymour, lord Beauchamp lyckades aldrig bli formligen erkänd som legitim, men bar dock titeln lord Beauchamp, och många såg i honom den rätte tronarvingen efter Elisabet.